# Agapetes velutina
Agapetes velutina là một loài thực vật có hoa trong họ Thạch nam. Loài này được Guillaumin mô tả khoa học đầu tiên năm 1961.